# Escudo de Valladolid
Las formas heráldicas del escudo de la ciudad de Valladolid tienen un origen incierto. La representación más antigua conocida del escudo de Valladolid data del año 1454, aunque en ese momento solo aparecían en él los jirones ondulados. El escudo pudo haber sido otorgado por el rey vallisoletano Enrique IV de Castilla. Se cree que los diferentes elementos tienen su origen en acontecimientos importantes de la historia de la ciudad.

## Historia

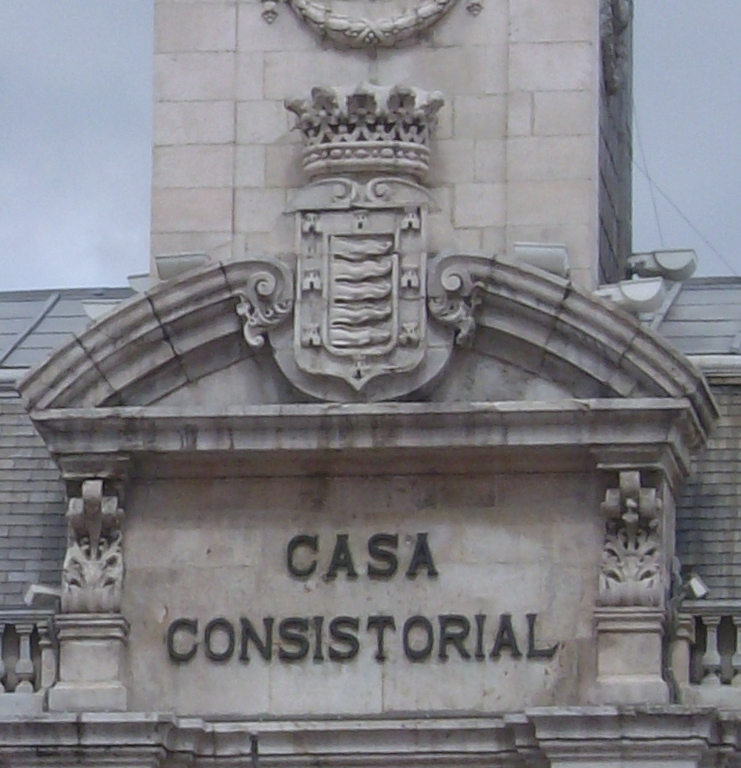
En el Ayuntamiento de Valladolid, aún se conserva el escudo antiguo en la fachada del edificio encima de la inscripción "Casa Consistorial".

La corona real es abierta, de origen medieval, más antigua que la corona real cerrada. Habría sido otorgada por los Reyes Católicos, como símbolo de villa de realengo, con fueros propios.
La bordura de gules con los ocho castillos de oro en el escudo de armas de la ciudad aparece por primera vez en la portada de uno de los más de diez ejemplares de la Historia de Valladolid de Juan Antolínez de Burgos que data de 1722 (si bien la obra original fue concluida en 1641). Hasta entonces nunca el escudo municipal había figurado con semejante incremento armero.
La bordura viene a ser un trasunto historicista, con afán también ornamental, del antiguo sello medieval de la ciudad en donde también aparecían ocho muescas o torres formando parte del cerco o muralla que envolvía simbólicamente a la villa, identificando estos castillos con las ocho puertas de las dos cercas o murallas que llegó a tener la población representadas por la bordura.
Esta composición tuvo éxito y fue paulatinamente adoptada por los diferentes gremios de la ciudad y finalmente por el concejo.
Con el fin de la Guerra Civil, las autoridades franquistas otorgaron por decreto de 17 de julio de 1939 la Cruz Laureada de San Fernando a la ciudad, máxima condecoración militar española (creada en el siglo XIX), "como recuerdo a las gestas heroicas de Valladolid en el Movimiento Nacional y homenaje a quién desplegó decisiva aportación a él en los primeros momentos de la guerra de liberación de España". (Véase también Guerra civil española en la provincia de Valladolid). En 1962 el Ayuntamiento de Valladolid permitió la incorporación de la Cruz al escudo del club de fútbol de la ciudad, el Real Valladolid.
No obstante, tras la entrada en vigor de la Ley de Memoria Histórica en 2007, diversas organizaciones de Valladolid agrupadas en la "Plataforma por la Retirada de Nombres y Símbolos Franquistas" presentaron una denuncia para que el Ayuntamiento eliminara todos los símbolos franquistas de la ciudad, incluida la laureada del escudo. El Tribunal Superior de Justicia de Castilla y León emitió una sentencia en 2014 que obligaba al Ayuntamiento a elaborar un censo de los símbolos franquistas en el plazo de un mes y proceder a su retirada. Sin embargo, el Gobierno del PP se negó a aplicar la sentencia y a fecha actual la laureada aún permanece en el escudo de la ciudad.

Posteriormente, el Ayuntamiento de Valladolid -gobernado por una coalición encabezada por el PSOE- debatió en sesión plenaria en octubre de 2017 la eliminación de la laureada del escudo. Lo hizo a raíz de una moción presentada por los grupos Toma la Palabra (socio del equipo de Gobierno) y Sí se Puede, pero la votación resultó a favor de su mantenimiento con veintiún votos favorables a esta opción y ocho en contra -los de Toma la Palabra, Sí se Puede y una concejal del PSOE-. En cuanto a la Diputación Provincial, se da la circunstancia de que, aun estando presidida por el PP, en abril de 2017 se adoptó un acuerdo plenario -con la única oposición del grupo popular- para la modificación del escudo, acuerdo que posteriormente ningún grupo ha solicitado ejecutar, por lo que, de hecho, el escudo se mantiene sin cambios.

## Elementos

Antiguo escudo de la ciudad vigente hasta 1939.
En campo de gules, cinco girones ondulados de color oro nacientes de la diestra
Corona real abierta
Bordura cosida de gules con ocho torres del homenaje de color oro
Puesto el escudo sobre una Cruz Laureada de San Fernando

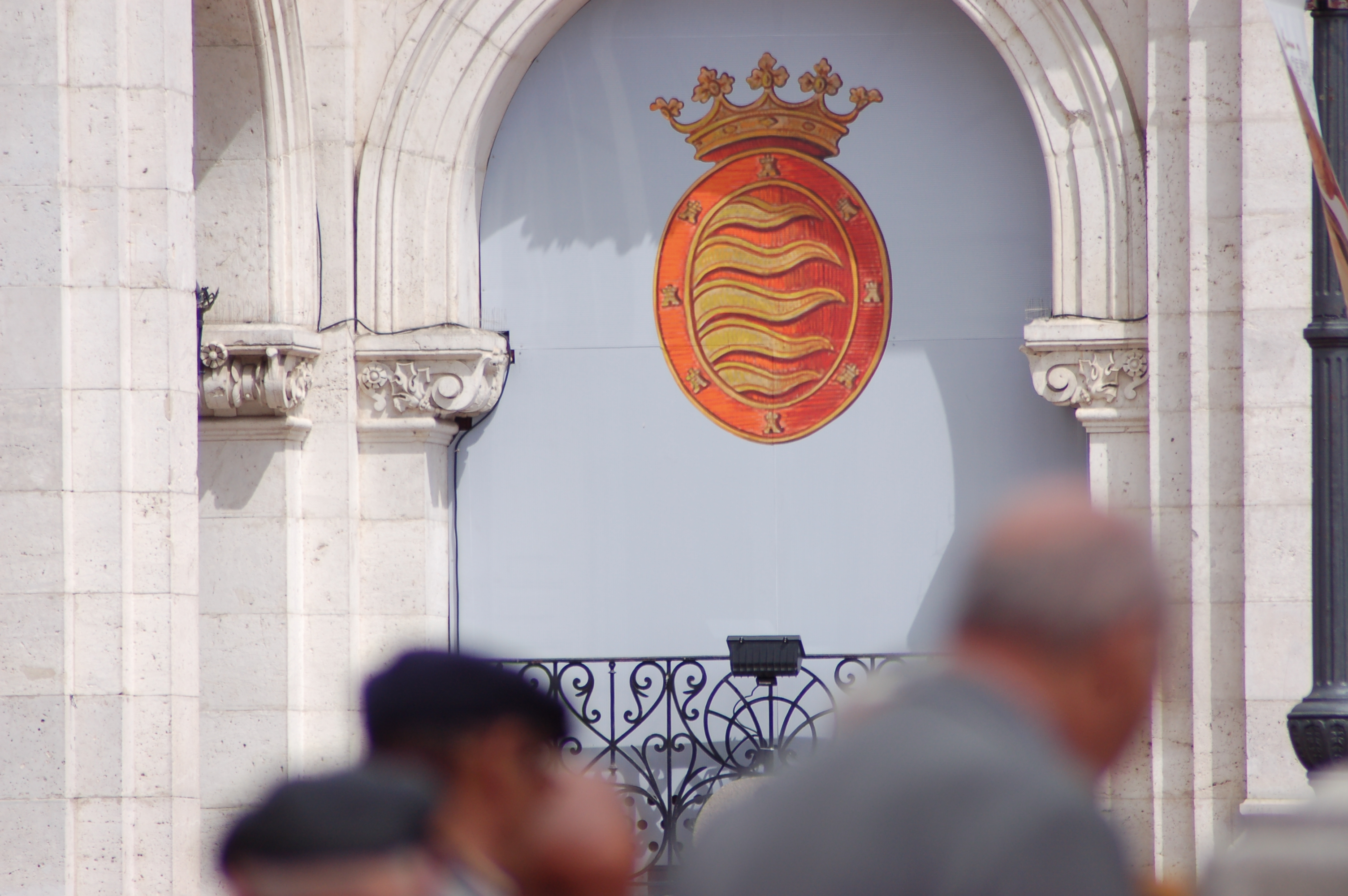
Antiguo escudo de Valladolid.